# Pierre Le Neboux de la Brosse
Pierre Le Neboux de la Brosse, parfois nommé de la Brousse (né à Périgueux vers 1633, mort à Brest le 18 septembre 1701) est un ecclésiastique qui fut abbé commendataire et évêque de Léon.

## Biographie
Originaire du diocèse de Périgueux où il nait en 1633, il est le fils de Dauphin Nebout, sieur de Labrousse, juge du prieuré de Saint-Denis de Montmoreau, et Jeanne Duboys, cousine de Claude Bouthillier. Ses études sont obscures mais il obtient un doctorat en droit canon à Paris à une époque indéterminée. Il devient le secrétaire de Denis de La Barde l'évêque de Saint-Brieuc. D'abord chanoine de la collégiale Saint-Guillaume puis  de la cathédrale de Saint-Brieuc, il est ordonné prêtre en 1658 et devient archidiacre du Goëlo et enfin, vicaire général et official. Aux États de Bretagne, il se fait remarquer par le duc de Chaulnes Charles d'Albert d'Ailly.
Désigné comme évêque de Léon le 12 septembre 1672 après la mort l'année précédente de Jean de Montigny, il est consacré en novembre à Saint-Brieuc par Denis de La Barde. Il est pourvu commendataire de l'abbaye de Landévennec le 24 décembre 1695 dont il prend possession le 6 avril 1696. Il laisse le souvenir d'un évêque favorable aux jésuites, fondateur d'un séminaire qu'il confie aux Lazaristes. 
Il meurt le 18 septembre 1701 et il est inhumé dans la cathédrale Saint-Paul-Aurélien de Saint-Pol-de-Léon ; son décès donne lieu à des conflits « peu agréables » entre ses héritiers et les moines de Landévennec qui doivent « se rendre à Saint-Pol pour récupérer le chartrier de leur abbaye ».

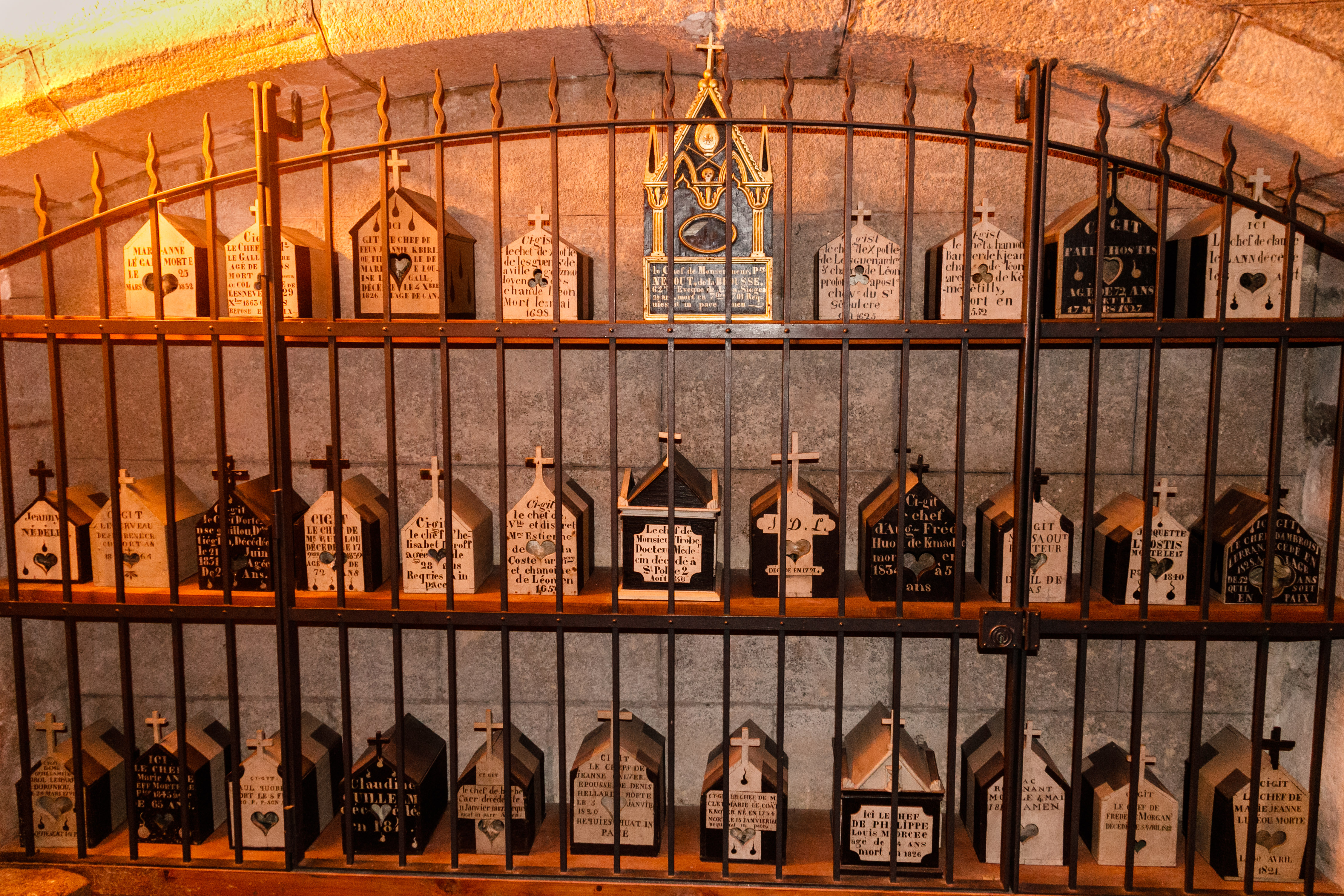
Cathédrale de Saint-Pol-de-Léon : étagère avec la boîte de crâne de Pierre Le Neboux de la Brosse.